# Morti nel 1113
| Questa pagina contiene informazioni ricavate automaticamente dalle voci biografiche con l'ausilio del template Bio e di un bot. L'aggiornamento è periodico e automatico e ricostruisce completamente la pagina. Se manca una persona in questa lista, sei pregato di non aggiungerla, ma accertati piuttosto che la sua voce biografica contenga il template Bio e che i dati anagrafici siano correttamente compilati. Se il template Bio manca, inseriscilo tu stesso o, in alternativa, metti l'avviso {{tmp\|Bio}} che ne segnala la mancanza. Se i dati riportati sono sbagliati, correggi direttamente la voce biografica; le modifiche saranno visibili in questa lista entro pochi giorni. Per chiarimenti vedi il progetto biografie. La lista contiene solo le 16 persone che sono citate nell'enciclopedia e per le quali è stato implementato correttamente il template Bio. Pagina aggiornata al 13 gen 2025. |

- 9 marzo - Sigfrido I di Weimar-Orlamünde, nobile tedesco
- 13 aprile - Ida di Boulogne, religiosa francese (n. 1040)
- 16 aprile - Svjatopolk II di Kiev, sovrano (n. 1050)
- 19 giugno - Oddone di Tournai, religioso, vescovo e teologo francese (n. 1060)
- 8 luglio - Zbigniew di Polonia, sovrano polacco (n. 1070)
- 12 luglio - Ranieri, vescovo italiano
- 4 agosto - Gertrude Billung, nobile tedesca (n. 1028)
- 2 ottobre - Mawdud, condottiero turco
- Aicardo di Arles, arcivescovo cattolico e monaco cristiano francese
- Bernardo III di Bigorre, nobile franco
- Johannes Defuk, vescovo cattolico tedesco
- Gerardo I di Rossiglione, militare franco
- Liprando, presbitero italiano
- Pazzino de' Pazzi, cavaliere medievale
- Roberto di Conversano, conte
- Al-Abiwardi, poeta e storico persiano (n. 1064)